# 덕양로 (고양시)
덕양로(Deogyang-ro)는 경기도 고양시 덕양구 향동동 봉산터널과 화정동 옥빛공원을 잇는 경기도의 도로이다. 원흥택지지구에서 화정동을 잇는 구간은 아직 개설되지 않았으며, 봉산터널을 통해 서울특별시 은평구 신사동과 직결되기 때문에 화정 ~ 신사간 도로로 불린다.

## 연혁
- 2016년 6월 7일 : 덕양로로 명명

## 주요 경유지
경기도
- 고양시 덕양구 (향동동 · 용두동 · 도내동 · 성사동 · 화정동)